# Dassault Hirondelle
Dassault M.D.320 Hirondelle là một máy bay vận tải tiện ích 14 chỗ ngồi của Pháp trong thập niên 1960, nó được thiết kế và chế tạo bởi hãng Dassault Aviation. Chỉ có duy nhất một chiếc được chế tạo.

## Thiết kế và phát triển
Năm 1967, Không quân Pháp nghiên cứu một loại máy bay mới thay thế cho Douglas DC-3 và Beechcraft 18 hai động cơ được sử dụng để vận tải hạng nhẹ và huấn luyện dẫn đường cho phi công. Họ cố gắng đạt được các đề xuất từ phía cộng đồng công nghiệp Pháp, và chỉ rõ rằng bất kỳ mẫu máy bay nào cũng sẽ trang bị động cơ phản lực cánh quạt Astazou công suất 870 mã lực.
Để đáp ứng yêu cầu này, hãng Dassault đã thiết kế và chế tạo một nguyên mẫu có tên gọi là M.D.320. Sau đó nguyên mẫu này đổi tên thành Hirondelle (Swallow). Nó được thiết kế và chế tạo khá nhanh, vì nó sử dụng phần lớn thiết kế của Dassault Falcon 20 (bay lần đầu vào năm 1963). Chiều dài thân và thể tích giống hệt như Falcon 20, và cánh của nó cũng phỏng theo Falcon 20.
Hirondelle là một mẫu máy bay một tầng cánh, cánh đặt dưới, hoàn toàn bằng kim loại. Cánh chính và cánh đuôi có góc xuôi sau nhỏ. Nó sử dụng một bộ phận hạ cánh ba càng, với bánh đáp chính thu vào trong vỏ động cơ.
Hirondelle có buồng lái cho 2 phi công và cabin cho tối đa là 14 hành khách. Mỗi bên thân của máy bay có 5 cửa sổ.
Nguyên mẫu (số đăng ký dân sự của Pháp là F-WPXB) trang bị 2 động cơ tuabin phản lực cánh quạt Turbomeca Astazou XIVD đặt ở cánh. Máy bay sản phẩm sẽ trang bị động cơ Astazou XVI.
Cánh của Hirondelle chứa các ngăn chứa nhiên liệu. Khung máy bay được thiết kế sử dụng nguyên tắc tự phục hồi.

## Lịch sử
Nguyên mẫu bay lần đầu vào 11 tháng 9-1968, tại Bordeaux-Mérignac. Do phi công Hervé Leprince và Jean Foureau điều khiển.
Vào năm 1968, không quân Pháp đã tuyên bố tìm được máy bay thay thế cho Douglas DC-3 và Beechcraft 18, do đó không quan tâm đến Hirondelle nữa, và không có các mẫu khác được chế tạo thêm.
Kinh nghiệm thu được từ chương trình Hirondelle đã được ứng dụng vào dự án Dassault Falcon 10 tiếp theo, nguyên mẫu của dự án Falcon 10 bay lần đầu vào năm 1970.
Hirondelle trở thành máy bay trang bị động cơ cánh quạt cuối cùng được thiết kế bởi Dassault.

## Thông số kỹ thuật (M.D.320 Hirondelle)
Dữ liệu The Illustrated Encyclopedia of Aircraft (Part Work 1982-1985)

### Đặc điểm riêng
- Phi đoàn: 2
- Sức chứa: 8 đến 12 hành khách
- Chiều dài: 40.19 ft (12.25 m)
- Sải cánh: 47.74 ft (14.55 m)
- Chiều cao: n/a
- Diện tích cánh: 290.64 ft² (27 m²)
- Trọng lượng rỗng: 7.716 lb (3.500 kg)
- Trọng lượng cất cánh: n/a
- Trọng lượng cất cánh tối đa: 11.905 lb (5.400 kg)
- Động cơ: 2× Turbomeca Astazou XIVD, 920 ehp (686 kW) mỗi chiếc

### Hiệu suất bay
- Vận tốc cực đại: 311 mph (500 km/h)
- Tầm bay: 1.864 dặm (3.000 km)
- Trần bay: 16.405 ft (5.000 m)
- Vận tốc lên cao: n/a
- Lực nâng của cánh: n/a
- Lực đẩy/trọng lượng: n/a

### Máy bay có tính năng tương đương
- Dassault Communauté